# Балка Колотова
Балка Колотова, Балка Колкотова — балка (річка) в Україні й Молдові у Роздільнянському й Слободзейському районах Одеської області й у межах Придністров'я. Ліва притока річки Дністра (басейн Чорного моря).

## Опис
Довжина балки 11 км, похил річки 4,1 м/км, площа басейну водозбору 104 км². Формується декількома струмками та загатами. На деяких ділянках балка пересихає.

## Розташування
Бере початок на південно-західній стороні від села Великоплоске. Тече переважно на південний захід понад селом Слов'яносербка, через село Ближній Хутір, місто Тирасполь і в селі Суклея впадає в річку Дністер.

## Цікаві факти
- У XIX столітті на балці існувало декілька вітряних млинів[1].